# Grenada ved OL
Grenada deltog første gang i olympiske lege under sommer-OL 1984 i Los Angeles og har siden deltaget i samtlige efterfølgende sommerlege. Nationen har aldrig deltaget i vinterlege. Grenada vandt sin første medalje under sommer-OL 2012 i London.

## Medaljeoversigt
| Grenadas medaljer under de olympiske sommerlege | Grenadas medaljer under de olympiske sommerlege | Grenadas medaljer under de olympiske sommerlege | Grenadas medaljer under de olympiske sommerlege | Grenadas medaljer under de olympiske sommerlege | Grenadas medaljer under de olympiske sommerlege |
| ----------------------------------------------- | ----------------------------------------------- | ----------------------------------------------- | ----------------------------------------------- | ----------------------------------------------- | ----------------------------------------------- |
| Lege                                            | Guld                                            | Sølv                                            | Bronze                                          | Totalt                                          | Rang                                            |
| 1984 Los Angeles                                | 0                                               | 0                                               | 0                                               | 0                                               | –                                               |
| 1988 Seoul                                      | 0                                               | 0                                               | 0                                               | 0                                               | –                                               |
| 1992 Barcelona                                  | 0                                               | 0                                               | 0                                               | 0                                               | –                                               |
| 1996 Atlanta                                    | 0                                               | 0                                               | 0                                               | 0                                               | –                                               |
| 2000 Sydney                                     | 0                                               | 0                                               | 0                                               | 0                                               | –                                               |
| 2004 Athen                                      | 0                                               | 0                                               | 0                                               | 0                                               | –                                               |
| 2008 Beijing                                    | 0                                               | 0                                               | 0                                               | 0                                               | –                                               |
| 2012 London                                     | 1                                               | 0                                               | 0                                               | 1                                               | 50                                              |
| 2016 Rio de Janeiro                             | 0                                               | 1                                               | 0                                               | 1                                               | 69                                              |
| 2020 Tokyo                                      |                                                 |                                                 |                                                 |                                                 | –                                               |
| Totalt                                          | 1                                               | 1                                               | 0                                               | 2                                               |                                                 |